# Jacek Wesołowski
Jacek Wesołowski (ur. 1 czerwca 1943 w Pruszkowie) – polski i niemiecki artysta konceptualny, teoretyk sztuki, literaturoznawca, organizator kultury.

## Życiorys
Ukończył filologię polską na Uniwersytecie Łódzkim w 1968, doktoryzował się w Instytucie Teorii Literatury, Teatru i Filmu UŁ w 1977.
O poezji wizualnej i sztuce konceptualnej publikował w wydawnictwach zbiorowych i czasopismach („Nowy Wyraz”, debiut w 1972; „Poezja”, „Teksty”, „Zagadnienia Rodzajów Literackich”, "Odra").
Do roku 1981 wykładowca w macierzystej uczelni, następnie gościnnie na uniwersytecie w Kilonii (RFN).
W 1986 decyzja o pozostaniu na Zachodzie. W 1983 rozpoczyna własną twórczość, koncept pn. Dziennik (art life concept Dzien-Nik), którego podstawą i ramą jest pisany dziennik artysty. Istotą konceptu jest jednostkowa, osobista interpretacja świata i człowieka w świecie rozumiana jako proces rozwoju samoświadomości. Należy doń intencjonalne przekraczanie konwencji i granic. W całej twórczości artysta łączy formy wypowiedzi wizualnej i werbalnej. Od 1984 ma wystawy indywidualne oraz bierze udział w wystawach zbiorowych w Niemczech i innych krajach Europy (Włochy, Malta, Finlandia, Dania, Czechy).

Od 1993 wystawia w Polsce, a wystawy artysty są realizowane z reguły w kooperacji niemieckich i polskich muzeów i galerii. Projektom wystaw, pomyślanym jako problemowe całościowe instalacje, towarzyszą dwujęzyczne (niem./pol.) publikacje ikonograficzno-tekstowe.
Od 1994 Jacek Wesołowski jest członkiem niemieckiego Federalnego Związku Artystów Plastyków (BBK).
W 1996 i 1999 był stypendystą landu Szlezwik-Holsztyn. Od 1999 mieszka w Berlinie i w Białowicach w Lubuskiem. 

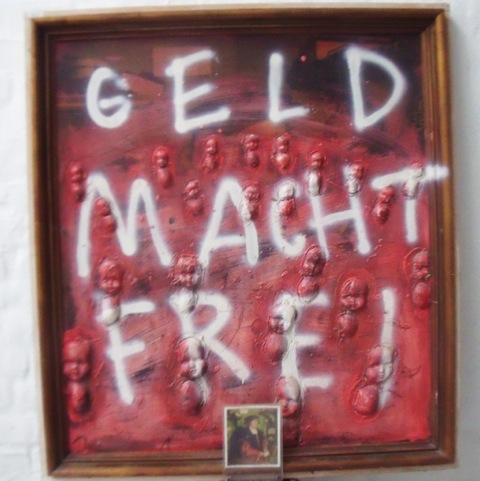
Trzy warstwy (1998. cztery 2001)

Od 2003 współpracuje stale z miesięcznikiem „Odra”. W 2004 założył niemiecko-polskie stowarzyszenie KunstGrenzen e.V. Berlin. Organizuje coroczne polsko-niemieckie Spotkania Białowickie.

## Twórczość
Wydawnictwa do projektów art life concept Dzien-Nik (katalogi wystaw)
- Dziennik/Tagebuch, 1993
- Arca, 1994
- Arsenal, 1996
- Frühlingsnachtstraum, 1996
- Inter-Vention/Inter-Wencja,1997
- K. Opf, 2000
- Arsenał Nowy, 2001
- Inter-Vention - Berlin, 2001
- J. Ehsen, 2002
- GrenzeGranica, 2002
- Kunst-Werk, 2005
- Granica-Związki, 2006
- Pom-Nik/Denk-Mal, 2011
- dzien-nik_fb.obrazy/teksty (projekt internetowy), od 2012
- di@-ry in Dia-Ry, 2022

Inne publikacje (wybór)
- Czasoprzestrzeń słowa, 1977 (1972)
- Wizualność tekstu a tekst wizualny, 1980
- Wo ist der Teufel (begraben?)?,1998
- Artysta jako człowiek i jako rzecz, 1999
- Słowo wobec obrazu, 2003
- Die Deutschen in uns, 2004
- Od Morsztyna do Dróżdża, 2009 (1976)